# トゲウミヘビ
トゲウミヘビ（Hydrophis curtus）は、有鱗目コブラ科ウミヘビ属に分類されるヘビ。

## 分布
東南アジアからオーストラリアの沿岸、ペルシャ湾にかけて生息。日本には漂流した個体が漂着した事例はあるが、生息はしていないと考えられる。

## 形態
全長60-120cm。頭部が大きく、体型は太く短い。体色は白い肌の上に黒褐色の横帯が描かれている。腹板は狭くなり鱗と区別がつかないほどで、殆ど存在しなくなっている。尾は鰭状でやや青みのある黒色を帯びる。成熟した雄の腹面にある鱗から棘状の突起物が発達し、それが名前の由来になっている。

## 生態
砂泥質の海底に生息。魚などの他、イカ類も捕食する。

## 毒性
強い神経毒を持つ。